# Grand Prix Formule 1 van Mexico 1964
De Grand Prix Formule 1 van Mexico 1964 werd gehouden op 25 oktober op het Magdalena Mixhuca Circuit in Mexico-Stad. Het was de tiende en laatste race van het seizoen.

## Uitslag
| Pos. | Nr. | Coureur         | Constructeur   | Rondes | Tijd / Oorzaak uitval | Grid | Punten |
| ---- | --- | --------------- | -------------- | ------ | --------------------- | ---- | ------ |
| 1    | 6   | Dan Gurney      | Brabham-Climax | 65     | 2:09:50.32            | 2    | 9      |
| 2    | 7   | John Surtees    | Ferrari        | 65     | + 1:08.94             | 4    | 6      |
| 3    | 8   | Lorenzo Bandini | Ferrari        | 65     | + 1:09.63             | 3    | 4      |
| 4    | 2   | Mike Spence     | Lotus-Climax   | 65     | + 1:21.86             | 5    | 3      |
| 5    | 1   | Jim Clark       | Lotus-Climax   | 64     | Motor                 | 1    | 2      |
| 6    | 18  | Pedro Rodriguez | Ferrari        | 64     | + 1 Ronde             | 9    | 1      |
| 7    | 9   | Bruce McLaren   | Cooper-Climax  | 64     | + 1 Ronde             | 10   |        |
| 8    | 4   | Richie Ginther  | BRM            | 64     | + 1 Ronde             | 11   |        |
| 9    | 10  | Phil Hill       | Cooper-Climax  | 63     | Motor                 | 15   |        |
| 10   | 17  | Moisés Solana   | Lotus-Climax   | 63     | + 2 Rondes            | 14   |        |
| 11   | 3   | Graham Hill     | BRM            | 63     | + 2 Rondes            | 6    |        |
| 12   | 11  | Innes Ireland   | BRP-BRM        | 61     | + 4 Rondes            | 16   |        |
| 13   | 23  | Hap Sharp       | Brabham-BRM    | 60     | + 5 Rondes            | 19   |        |
| 14   | 15  | Chris Amon      | Lotus-BRM      | 46     | Versnellingsbak       | 12   |        |
| 15   | 5   | Jack Brabham    | Brabham-Climax | 44     | Elektrisch probleem   | 7    |        |
| 16   | 14  | Mike Hailwood   | Lotus-BRM      | 12     | Oververhitting        | 17   |        |
| 17   | 22  | Jo Siffert      | Brabham-BRM    | 11     | Benzinepomp           | 13   |        |
| 18   | 16  | Jo Bonnier      | Brabham-Climax | 9      | Ophanging             | 8    |        |
| 19   | 12  | Trevor Taylor   | BRP-BRM        | 6      | Oververhitting        | 18   |        |

## Statistieken
| Pole-position | Jim Clark | Lotus-Climax | 1:57.24 |
| Snelste ronde | Jim Clark | Lotus-Climax | 1:58.37 |

## Noot
- Dit was de vijfde podiumplaats voor Lorenzo Bandini.
- Dit was de honderdste Grand Prix-start voor een Italiaanse coureur en de vijftigste Grand Prix-start voor een Zwitserse coureur.
- Eerste wereldtitel voor John Surtees en vierde wereldtitel voor een Britse coureur. Hiermee was Surtees de negende coureur die wereldkampioen werd. John Surtees was vóór deze race nog nooit leider van het klassement geweest, maar wist dit seizoen dus in extremis te winnen door consistentere resultaten gedurende het gehele seizoen te behalen.

1962 · 1963 · 1964 · 1965 · 1966 · 1967 · 1968 · 1969 · 1970 · 1986 · 1987 · 1988 · 1989 · 1990 · 1991 · 1992 · 2015 · 2016 · 2017 · 2018 · 2019